# Gyrophaena anastasiarum
Gyrophaena anastasiarum – gatunek chrząszcza z rodziny kusakowatych i podrodziny rydzenic.

## Taksonomia
Gatunek ten opisany został po raz pierwszy w 2022 roku przez Sergieja Głotowa na łamach „Zoodiversity”. Jako lokalizację typową wskazano północne okolice Artiomu w Kraju Nadmorskim w Rosji.

## Morfologia
Chrząszcz o wydłużonym ciele długości od 1,75 do 2 mm, na całym wierzchu delikatnie, siateczkowato mikrorzeźbionym. Głowa jest ciemnobrązowa do czarnej z żółtobrązowym aparatem gębowym, półtorakrotnie szersza niż dłuższa, na bokach zaopatrzona w około dziesięć dużych punktów. Czułki są do członu czwartego włącznie żółtobrązowe, a dalej rudobrązowe do ciemnobrązowych. Człony od szóstego do dziesiątego są prawie kwadratowe. Ciemnobrązowe do czarnego przedplecze jest 1,3 raza szersze niż dłuższe, 1,4 raza szersze od głowy, przeciętnie wypukłe, z dwoma szeregami dużych i głębokich punktów pośrodku oraz nielicznymi, bezładnie rozrzuconymi punktami drobnymi, w tym drobnymi i rozproszonymi punktami przy krawędzi tylnej. Pokrywy są rudobrązowe z ciemnobrązowymi brzegami tylno-bocznymi, 1,7 raza szersze niż dłuższe i tak długie jak przedplecze, pokryte wyraźnymi, gęstymi, drobnymi, pośrodku rozmieszczonymi w pomieszanych szeregach punktami. Odwłok jest ciemnobrązowy do czarnego. U samca tylny brzeg siódmego tergitu ma dwie silne, lekko zakrzywione wyniosłości, tylny brzeg ósmego tergitu dwa krótkie i wąskie ząbki pośrodkowe oraz dwa długie zęby boczne, a tylny brzeg ósmego sternitu jest nieco wklęśnięty. U samicy tylny brzeg ósmego tergitu jest ścięty, a ósmego sternitu zaokrąglony. Edeagus ma część nasadową szeroką, silnie ku płatowi środkowemu zwężoną, szeroki wyrostek grzbietowy z długą, spiralną wypustką oraz szeroką płytkę brzuszną rozwidloną na dłuższy i ku szczytowi zwężony płat wewnętrzny oraz krótszy i na szczycie zaokrąglony płat zewnętrzny.

## Rozprzestrzenienie
Gatunek palearktyczny, endemiczny dla Dalekiego Wschodu Rosji, znany tylko z Kraju Nadmorskiego i obwodu sachalińskiego.